# Масонство в Молдове
Масонство в Молдове — это масонские организации и масоны, которые действовали в Молдове.

## Появление масонства в Молдове
История масонства в Молдове весьма мало изучена. Среди выдающихся исторических личностей Молдовы, которые были масонами, можно отметить правителей Константина Маврокордата, отменившего крепостное право в 1749 году, Михая Суцу (1793—1795), депутатов «Земского совета» и министров — Пантелеймона Халиппу, Серджиу Ницэ.
Итальянец Антон Мария дель Кьяро считается основателем масонства в Молдове. Он прибыл в Молдову в 1733 г.и в 1734—1735 годах создал ложи в Галаце и Яссах. Первым руководителем масонской ложи в Молдове был тогдашний господарь Константин Маврокордат (ложа в Яссах). Упоминание об этом относится к 1735 г.
Можно выделить три основных этапа в истории молдавского масонства.
1. 1733—1734 (по другим данным в 1734—1735) секретарь валахских правителей Константина Брынковяну и Константина Маврокордата, итальянец по происхождению Anton Maria de Chiaro, основал ложу Laşi şi Galaţi;[1] в 1772 русские офицеры, расквартированные в Молдавии во время войны с Турцией основали ложу Минрервы, которая чеканила сохранившиеся[2] медали.[1] 1812—1822 — возникновение первых масонских лож на территории Молдавского княжества

1. 1822—1920 — запрет масонства на востоке Молдовы, тогдашней Бессарабии, властями Российской империи. Сохранились лишь единичные ложи.

1. 1920—1940 — Бессарабия в составе Румынии, создание ряда масонских лож. После того, как советские войска заняли Бессарабию в 1940 году, масоны были подвергнуты репрессиям. Последовали трагические годы для молдавского масонства. Некоторые члены масонства арестовывало НКВД. Так, Пантелеймона Халиппа арестовали в 1944 г., после чего он провел в заключении до 1956 г. В 1948 здания, когда-то принадлежавшие масонам, были национализированы, дальнейшая их судьба неизвестна.[источник?]

## Масонская ложа «Овидий-25»
7 июля 1821 года — дата официального открытия масонской ложи «Овидий-25» во главе с генерал-майором Павлом Пущиным.
Ложа получила свое название в честь древнеримского поэта, который провёл последние годы своей жизни в ссылке на берегах Чёрного моря, а 25 — порядковый номер. Однако некоторые руководители Великой ложи «Астрея» в Санкт-Петербурге весьма негативно отнеслись в появлению ложи в провинции. По этой причине она была зарегистрирована лишь 7 октября 1821 года по адресу «ул. Кациковская, 2» (впоследствии «ул. Олега Кошевого», ныне ул. «Б. П. Хашдеу»). В неё вошли такие люди как будущий декабрист и участник Отечественной войны 1812 г. В. Ф. Раевский, и русский поэт А. С. Пушкин. Последний стал членом ложи в мае 1821 года, как он сам пишет в своих дневниках. Однако наверняка неизвестно, прошёл ли Пушкин обряд посвящения. Многие документы, связанные с деятельностью масонов, не сохранились или были намеренно уничтожены, а сами масоны нередко скрывали свою принадлежность к братству «вольных каменщиков». В кишинёвском дневнике Пушкина (1821 г.) имеется запись: «4 мая был принят в масоны». Однако 22 августа 1822 года Александр I подписал указ «о запрещении тайных обществ и масонских лож». Официальное масонство в России было вновь запрещено. Так «Овидий-25» просуществовало лишь 1 год.

## Масонская символика в архитектуре
Масонская символика в архитектуре — это символы, которые были изображены на масонских ложах, имеющие глубокое значение, и применяются в масонских ритуалах, а также служат для идентификации и связи между масонами. Точно известно 4 здания (все находятся в столице, городе Кишинёв), на стенах которых изображены символы, использующиеся в масонстве, такие как тетраксис, Звезда Соломона и др.

### Здание муниципальной прокуратуры
По адресу «ул. Армянская, 96» располагается здание построенное в 1901-го года. Ранее постройка являлась жилым комплексом, ныне здание муниципальной прокуратуры. На его фасаде есть некоторые из масонских символов, одним из которых является Всевидящее око.
- Всевидящее око на здании муниципальной прокуратуры Кишинёва
- Масонские символы на здании муниципальной прокуратуры Кишинёва

### Дом на «ул. 31 августа 1989, 15»
Следующее здание  находится по адресу «ул. 31 августа 1989, 15». Первое письменное упоминание о нем зарегистрировано в 1879 году. Тогда дом принадлежал старшему унтер-офицеру в отставке Андрею Софейчуку. В стрельчатый арках окон изображён щит, а на нем инструменты строителей: тесак, наугольник, мастерок, являющиеся атрибутами масонства
- Дом главы Гильдии Ремесленников на ул. 31 августа 1989, 15

### Примэрия города Кишинёва
По адресу «бул. Штефана чел Маре 83», под окнами второго этажа, со стороны главной дороги размещена звезда тамплиеров — 8-конечная звезда 
- Звезда тамплиеров на здании примэрии Кишинёва

### Ложа «Овидий-25»
На деревянных воротах на входе во внутренний двор присутствует символика, напоминающая масонскую
- Узор на боковых сторонах ворот ложи «Овидий-25», напоминающий масонскую символику